# Фискальные марки Федерации Родезии и Ньясаленда
Фискальные марки Федерации Родезии и Ньясаленда — выпуски фискальных марок Федерации Родезии и Ньясаленда, недолго просуществовавшего, с 1953 года до конца 1963 года, полунезависимого государства в Южной Африке.

## История
В состав федерации входили бывшая самоуправляющаяся колония Южная Родезия и британские протектораты Северная Родезия и Ньясаленд. Федерация выпускала собственные фискальные марки примерно с 1953 года по 1955 год, и они были выведены из обращения после того, как федерация прекратила свое существование.

## Гербовые марки
В 1953 или 1954 году были эмитированы фискальные марки с рисунком в виде цифр и с надписью англ. «Rhodesia and Nyasaland Revenue» («Родезия и Ньясаленд. Гербовый сбор»). Всего было выпущено девять номиналов: от 6 пенсов до 5 фунтов. Ни один из них не встречается часто, а высокие номиналы особо редки.

## Акцизные марки
В 1955 году федерация выпустила три акцизные марки для использования на сигаретных пачках. Они довольно редки, так как их обычно повреждали при вскрытии пачки.